# 麥卡恩山
73°34′S 77°37′W / 73.567°S 77.617°W
麥卡恩山（英語：Mount McCann），是南極洲的山峰，位於帕爾默地，處於埃斯彭施德冰原島峰和桑頓山之間的斯諾冰原島峰中西部，由美國研究隊發現和拍攝照片，現時由南極條約體系管理。